# Cryptopimpla turana
Cryptopimpla turana là một loài tò vò trong họ Ichneumonidae.